# Eisenbahnunfall von Kantakapalli
Bei dem Eisenbahnunfall von Kantakapalli fuhr am 29. Oktober 2023 im Bahnhof von Kantakapalli im indischen Bundesstaat Andhra Pradesh ein Personenzug auf einen anderen auf. 14 Menschen starben.

## Ausgangslage
Der Streckenabschnitt, auf dem sich der Unfall ereignete, liegt im Bereich der East Coast Railway (ECoR).
Ein Personenzug, der von Visakhapatnam nach Palasa unterwegs war, stand im Bahnhof von Kantakapalli. Diesem ersten Zug folgte der Zug von Visakhapatnam nach Rayagada. Der im Bahnhof haltende Zug war von einem „Halt“ zeigenden Einfahrsignal gedeckt.

## Unfallhergang
Der zweite Zug überfuhr das „Halt“ zeigende Signal und prallte auf den ersten Zug auf.
Die letzten drei Wagen des vorderen Zuges entgleisten, ebenso die Lokomotive und zwei Wagen des auffahrenden Zuges. Ein Teil dieser Fahrzeuge stürzte um.

## Folgen
14 Menschen starben, etwa 50 weitere wurden verletzt.